# Alexander Ernste
Alexander Maria Ernste (Leeuwen (West Maas en Waal), 29 april 1913 – Reutlingen, 2 september 1982) was een Nederlandse beeldhouwer, graveur en koperslager.

## Leven en werk
Ernste was autodidact. Hij werkte vooral in koper, realistisch in portretten en beelden, abstract in monumentaal werk. Hij werkte in Tiel, Breda, Utrecht en vanaf 1974 in het Duitse Reutlingen, en was lid van Scheppend Ambacht Gelderland.

## Fotogalerij

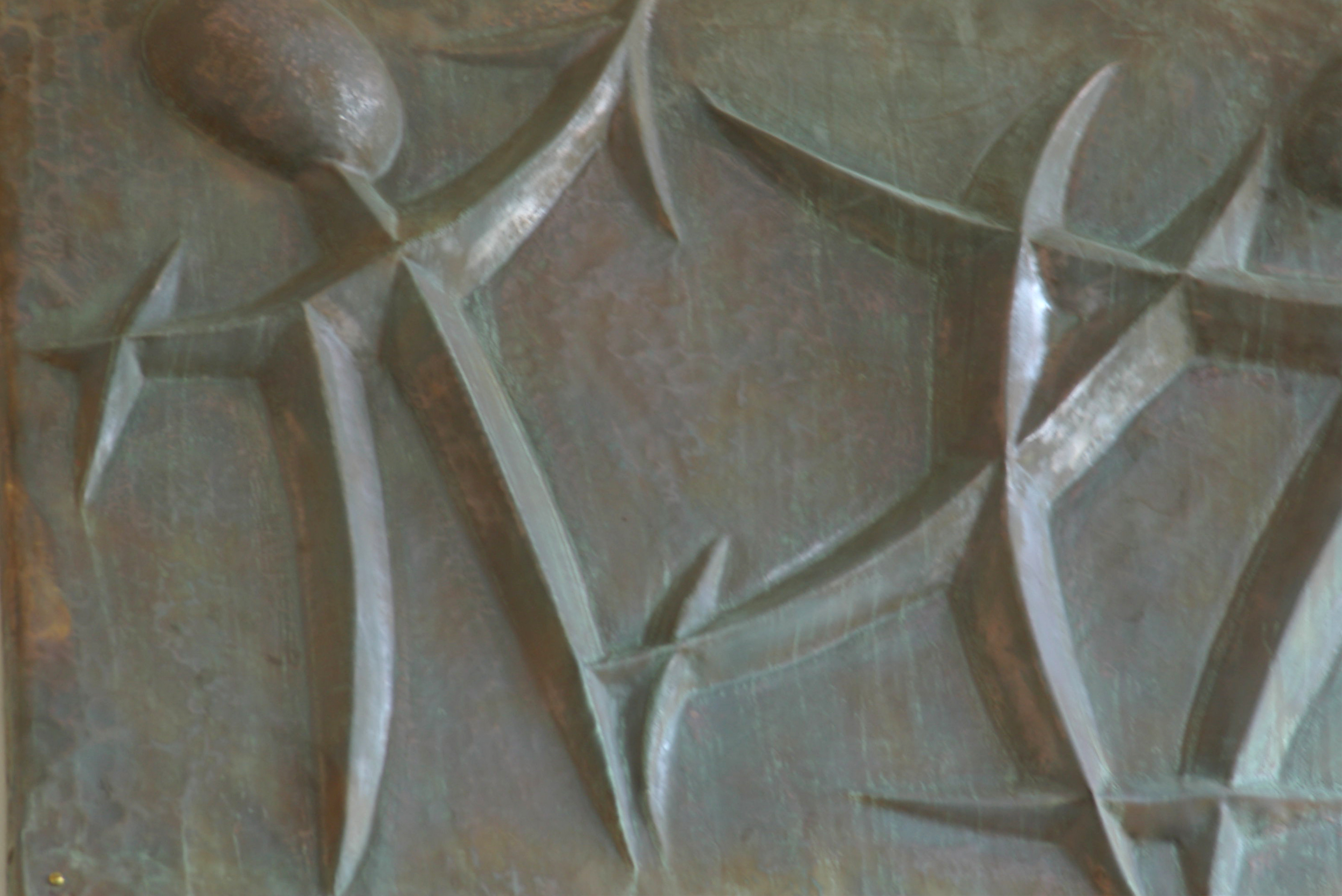
Plaquette in de hal van het stadhuis van Tiel (1958)
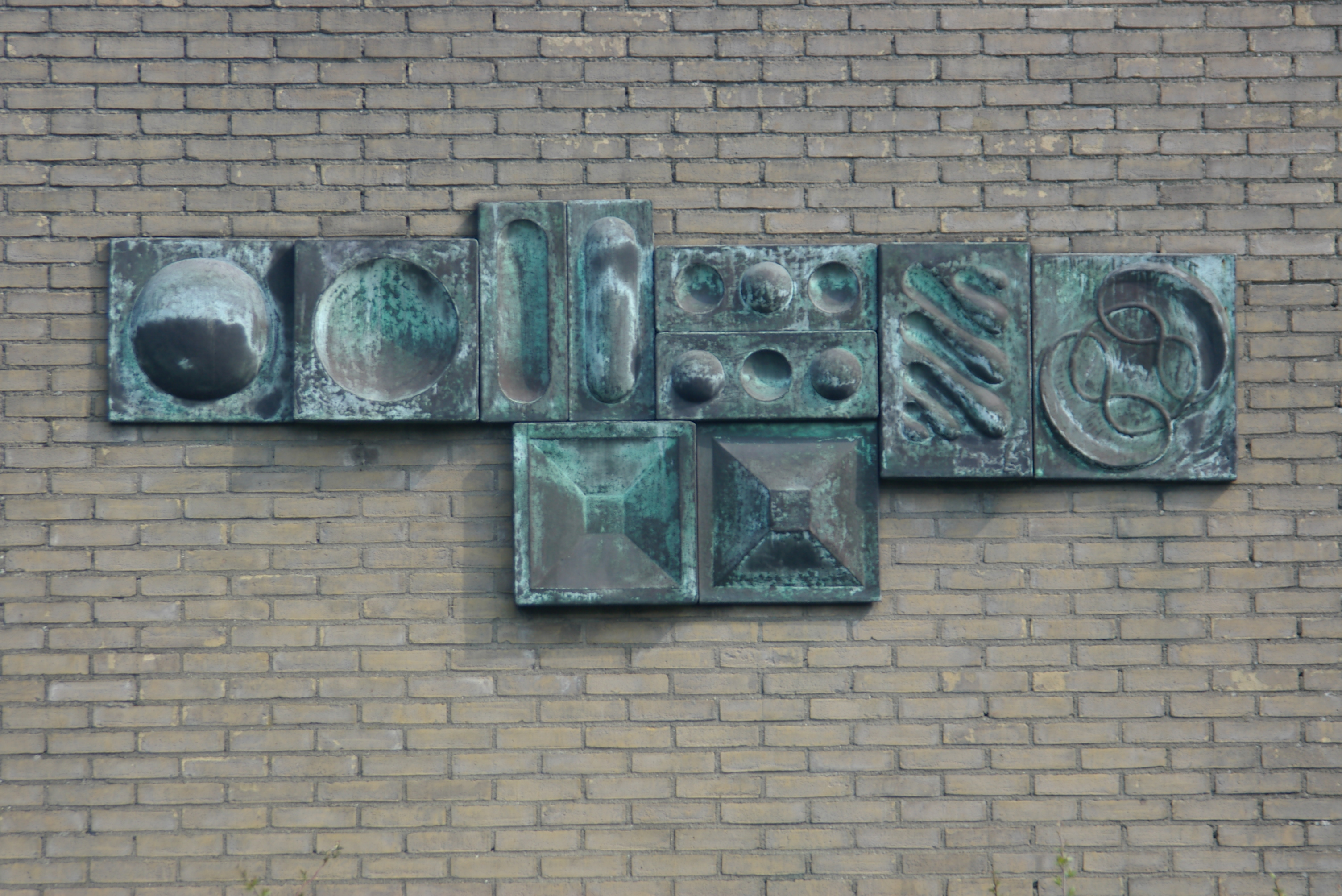
Reliëf Rotondaschool (1971), Tiel